# 古桑维尔 (厄尔-卢瓦省)
古桑维尔（法語：Goussainville，法語發音：[ɡusɛ̃vil] ⓘ）是法国厄尔-卢瓦省的一个市镇，属于德勒区。该市镇于2016年由原古桑维尔与市镇香槟合并而成。

## 地理
古桑维尔（48°46'35"N, 1°33'16"E）面积13.04 平方千米，位于法国中央-卢瓦尔河谷大区厄尔-卢瓦省东北部，东侧和伊夫林省接壤。
与古桑维尔接壤的市镇（或旧市镇、城区）包括：圣吕班德拉艾、乌当、莫莱特、布蒂尼-普鲁艾、布鲁埃、马尔舍宰、阿沃吕。
古桑维尔的时区为UTC+01:00、UTC+02:00（夏令时）。

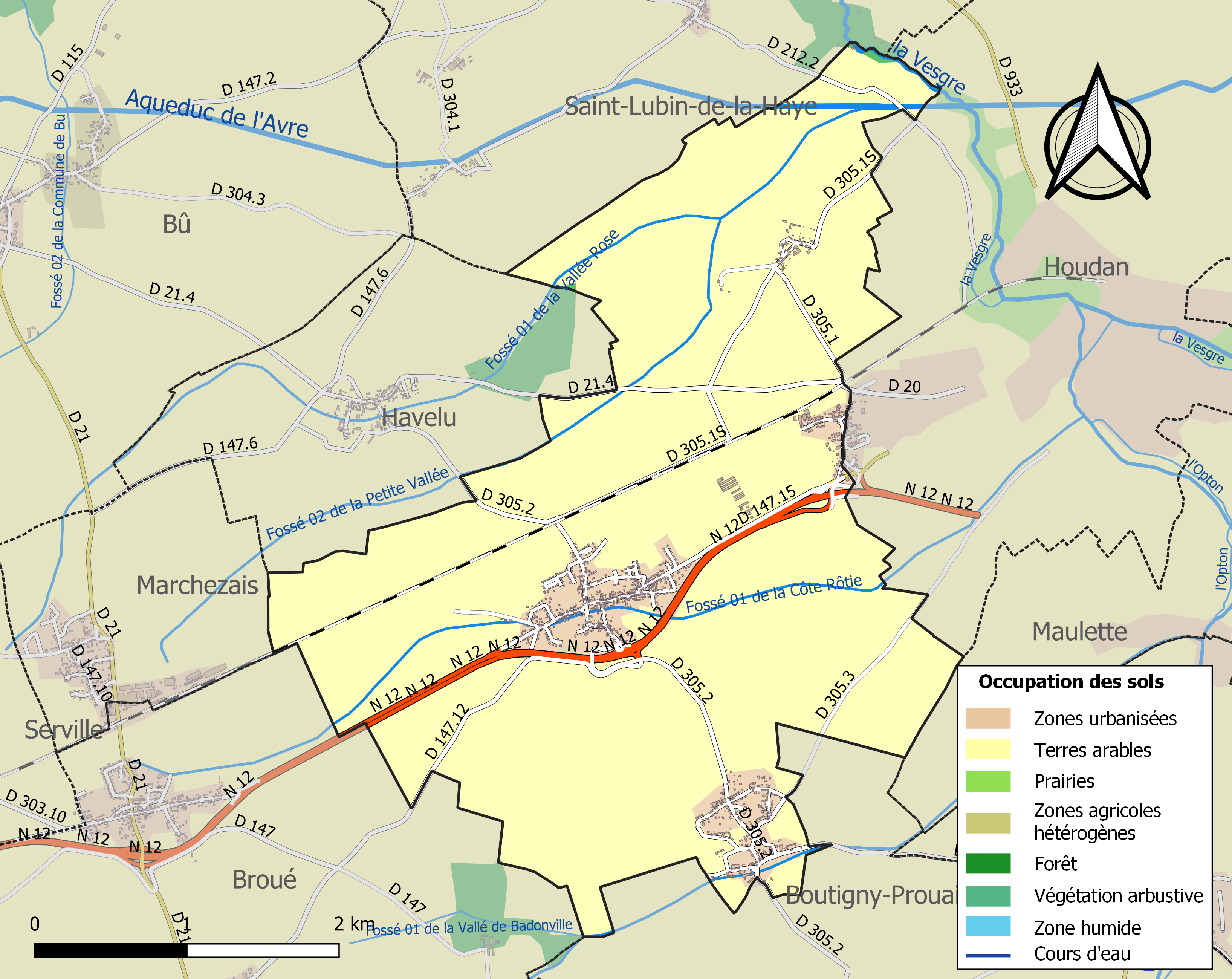
古桑维尔的OSM定位图

## 行政
古桑维尔的邮政编码为28410，INSEE市镇编码为28185。

## 政治
古桑维尔所属的省级选区为阿内特县。

## 人口

1962-2008年间古桑维尔人口变化图示

古桑维尔于2022年1月1日时的人口数量为1340人。